# 卓亦謙
卓亦謙（英語：Nick Cheuk，1987年10月21日—），香港電影編劇家協會成員，香港電影《殺破狼·貪狼》編劇，第38屆香港電影金像獎創作總監。2022年執導及編寫首部劇情電影計劃，爾冬陞監製電影《年少日記》，並以這部電影獲得2023年第60屆金馬獎最佳新導演獎。

## 生平
卓亦謙是香港特區政府現任政務司副司長卓永興之子。2012年，卓亦謙於香港城市大學創意媒體學院畢業，主修電影藝術，在學時期為導演譚家明的門生。他曾憑親自執導、編劇和剪接的畢業短片作品《至少在夢裡》獲得2012年第18屆ifva獨立短片及影像媒體比賽短片比賽公開組銀獎。
2019年憑其執導及編劇的首部劇情長片《年少日記》（前名《遺書》），成為第五屆「首部劇情電影計劃」大專組得獎作品，獲電影發展基金資助拍攝，其後更憑該電影於2023年榮膺第60屆金馬獎「最佳新導演」及「觀眾票選最佳影片」，並於2024年第17屆亞洲電影大獎及第42屆香港電影金像獎獲頒最佳新導演獎。

## 電影
| 年份 | 電影        | 職銜           | 導演   | 合作單位 |
| 2013 | 激戰        | 助編 場記      | 林超賢 | 吳煒倫，張家輝，彭于晏，姜皓文，梅婷，李馨巧                                                                                         |
| 2014 | 魔警        | 助編           | 林超賢 | 吳煒倫，吳彥祖，張家輝，安志杰，廖啟智                                                                                               |
| 2017 | 今晚打喪屍  | 編劇           | 盧煒麟 | 鄭思傑，白只，張繼聰，萬梓良，吳家麗，王敏奕，顏卓靈                                                                                 |
| 2017 | 殺破狼·貪狼 | 編劇           | 葉偉信 | 鄭保瑞，洪金寶，古天樂，吳樾，Tony Jaa （页面存档备份，存于），林家棟，蔡潔，陳漢娜                                                  |
| 2023 | 年少日記    | 編劇 導演 剪接 | 卓亦謙 | 爾冬陞，盧鎮業，鄭中基，陳漢娜，韋羅莎，黃梓樂，何珀廉，吳冰，周漢寧，戴玉麒，歸綽嶢，邵美君，梁祖堯，麥芷誼，陳苡臻，陳湛文，梁雍婷 |

## 短片 / 預告片
| 年份 | 短片                                                                          | 職銜   | 導演   | 合作單位 |
| 2012 | IFVA銀獎短片： 至少在夢裏 （页面存档备份，存于）                              | 導演   | 卓亦謙 | 曾澔暘，楊霖潔，吳海昕，林耀聲，禤天揚 |
| 2014 | IFVAx港鐵短片： 跨時 （页面存档备份，存于）                                   | 導演   | 卓亦謙 | 梁祖堯，吳海昕，陳健朗 |
| 2014 | 鮮浪潮競賽短片： 拾心碎的荒 （页面存档备份，存于）                            | 剪接   | 張戩仁 | 梁祖堯，卓韻芝，湯駿業 |
| 2015 | UA30週年微電影系列： 分享好戲                                                 | 導演   | 卓亦謙 | 吳海昕，文詠珊，徐天佑，黃又南，蔡瀚億，泰迪羅賓，邵音音 |
| 2016 | 電影預告片： 水泥                                                             | 剪接   | 曾國祥 | 葉童，方中信，周柏豪，陳穎欣，周俊偉，吳廷燁 |
| 2017 | 卵巢健康行動微電影： 我，媽媽和雞蛋 （页面存档备份，存于）                    | 剪接   | 張戩仁 | 劉玉翠，談善言，吳肇軒 |
| 2017 | VOGUEfilm微電影： 獨角戲 （页面存档备份，存于）                               | 剪接   | 曾國祥 | 李易峰，雎曉雯 |
| 2019 | 第38屆香港電影金像奬 宣傳片： 如何面對沒有金像獎的日子 （页面存档备份，存于） | 創作組 | 簡君晉 | 張繼聰，郭富城，吳君如，羅蘭，衛詩雅，岑珈其，蔡瀚億，蔡卓妍，談善言，周家怡，姬素·孔尚治，袁富華，胡子彤，余香凝，葉童，吳肇軒，林耀聲，何啟華，盧鎮業，謝高晉，陳家樂，杜小喬，鄧月平，凌文龍，毛舜筠，古天樂，彭秀慧，游學修，陳欣妍，劉頌鵬，李靖筠，李任燊，顧定軒，梁雍婷，麥芷誼，郭奕芯，袁澧林，任達華，楊千嬅，劉德華 |
| 2019 | 第38屆香港電影金像奬 金像同行短片系列： 小孩有夢 （页面存档备份，存于）       | 編劇   | 關信輝 | 郭富城，余文樂，謝安琪，楊千嬅，毛舜筠 |
| 2020 | 香港電影工作者總會 十部教學短片系列： 攝影組：占卜師 （页面存档备份，存于）   | 編劇   | 梁國輝 | 盧鎮業，陳漢娜，關智耀 |

## 電視
| 年份 | 電視                                                  | 職銜                        | 合作單位 |
| 2014 | 香港電台劇集 獅子山下： 做地產 （页面存档备份，存于） | 第二副導                    | 劉國昌，麥曦茵，李璨琛，梁祖堯，吳浩康，溫碧霞，楊淇，陳逸寧，蔡思韵，岑珈其，黃溢濠 |
| 2016 | 香港電台劇集 人間有情： 孤島 （页面存档备份，存于）   | 編劇                        | 倫貝琪，廖子妤，邵音音，陳健朗 |
| 2016 | 第35屆香港電影金像獎                                  | 創作組                      | 爾冬陞，劉青雲，莊文強，胡耀輝，李光耀，劉浩良，呂冠南，梁栢堅，戴偉 |
| 2017 | 第36屆香港電影金像獎                                  | 創作組                      | 爾冬陞，鄭中基，莊文強，胡耀輝，李光耀，呂冠南，張戩仁，梁栢堅，戴偉 |
| 2018 | 第37屆香港電影金像獎                                  | 創作總監 (與李光耀共同擔任) | 爾冬陞，張繼聰，蔡卓妍，李光耀，黃進，張戩仁，梁栢堅，戴偉，卓韻芝，余迪偉 |
| 2019 | 第38屆香港電影金像獎                                  | 創作總監                    | 爾冬陞，吳肇軒，王敏奕，游學修，胡子彤，談善言，蔡瀚億，凌文龍，陳健朗，袁澧林，余香凝，蘇麗珊，黃溢濠，黃定謙，陳漢娜，李靖筠，杜小喬，岑珈其，謝高晉，李任燊，郭奕芯，麥芷誼，盧鎮業，廖子妤，陳嘉桓，梁雍婷，陳欣妍，鄧月平，湯加文，劉頌鵬，朱鑑然，林耀聲，顧定軒，彭秀慧，陳詠燊，簡君晉，黃進，陳仕文，戴偉 |

## MV
| 年份 | 歌曲                                                                   | 職銜 | 歌手        | 導演          | 合作單位 |
| 2017 | 愛不曾遺忘任何人 （页面存档备份，存于）                                | 剪接 | 王菀之      | 湯駿業        | 王菀之，鄧世昌，吳海昕，柯煒林，黃定謙，梁嘉進 |
| 2017 | 奉愛之名 （页面存档备份，存于）                                        | 剪接 | 吳雨霏      | 湯駿業        | 吳雨霏，張蚊，梁子瞳 |
| 2017 | 離遊記 （页面存档备份，存于）                                          | 剪接 | 王菀之      | 蘇卓航        | 王菀之 |
| 2017 | 今晚打喪屍電影主題曲： 雙截龍 （页面存档备份，存于）                   | 導演 | 白只 張繼聰 | 卓亦謙        | 白只，波多野裕介，張蔓姿 |
| 2018 | 沉默的士高 （页面存档备份，存于）                                      | 剪接 | 王菀之      | 王菀之        | 王菀之，梁祖堯，湯駿業，楊詩敏，鄧智堅，楊螢映，陳小東，趙耀邦，Florence Cheong |
| 2019 | 第38屆香港電影金像奬 MC32宣傳MV： Keep Rolling! （页面存档备份，存于） | 導演 | 戴偉        | 卓亦謙 簡君晉 | 吳肇軒，王敏奕，游學修，胡子彤，談善言，蔡瀚億，凌文龍，陳健朗，袁澧林，余香凝，蘇麗珊，黃溢濠，黃定謙，陳漢娜，李靖筠，杜小喬，岑珈其，謝高晉，李任燊，郭奕芯，麥芷誼，盧鎮業，廖子妤，陳嘉桓，梁雍婷，陳欣妍，鄧月平，湯加文，劉頌鵬，朱鑑然，林耀聲，顧定軒 |
| 2023 | 社交恐懼癌                                                             | 編劇 | 陳奕迅      | 張傑邦        | 張傑邦，陳奕迅，梁朝偉，林家謙，李榮浩，盧鎮業，廖子妤 |

## 獎項紀錄
| 年份   | 頒獎典禮                         | 獎項               | 作品         | 結果 |
| ------ | -------------------------------- | ------------------ | ------------ | ---- |
| 2023年 | 第25屆上海國際電影節 亞洲新人獎  | 最佳導演           | 《年少日記》 | 提名 |
| 2023年 | 第60屆金馬獎                     | 最佳新導演         | 《年少日記》 | 獲獎 |
| 2023年 | 第60屆金馬獎                     | 最佳原著劇本       | 《年少日記》 | 提名 |
| 2023年 | 第60屆金馬獎                     | 最佳剪輯           | 《年少日記》 | 提名 |
| 2024年 | 第30屆香港電影評論學會大獎       | 最佳導演           | 《年少日記》 | 提名 |
| 2024年 | 第30屆香港電影評論學會大獎       | 最佳編劇           | 《年少日記》 | 提名 |
| 2024年 | 第17屆亞洲電影大獎               | 最佳新導演         | 《年少日記》 | 獲獎 |
| 2024年 | 第17屆亞洲電影大獎               | 最佳剪接           | 《年少日記》 | 提名 |
| 2024年 | 香港電影編劇家協會大獎           | 年度最佳電影角色獎 | 《年少日記》 | 提名 |
| 2024年 | 2023年度香港電影導演會年度大獎   | 最佳新導演         | 《年少日記》 | 獲獎 |
| 2024年 | 第2屆香港網絡影評人HIGHLIGHT大獎 | 最HIGHLIGHT導演    | 《年少日記》 | 獲獎 |
| 2024年 | 第2屆香港網絡影評人HIGHLIGHT大獎 | 最HIGHLIGHT劇本    | 《年少日記》 | 獲獎 |
| 2024年 | 第2屆香港網絡影評人HIGHLIGHT大獎 | 最HIGHLIGHT新導演  | 《年少日記》 | 獲獎 |
| 2024年 | 第15屆青年電影手冊               | 年度導演           | 《年少日記》 | 獲獎 |
| 2024年 | 第42屆香港電影金像獎             | 最佳導演           | 《年少日記》 | 提名 |
| 2024年 | 第42屆香港電影金像獎             | 最佳編劇           | 《年少日記》 | 提名 |
| 2024年 | 第42屆香港電影金像獎             | 最佳剪接           | 《年少日記》 | 提名 |
| 2024年 | 第42屆香港電影金像獎             | 新晉導演           | 《年少日記》 | 獲獎 |
| 2024年 | 第46屆華語電影金鳶獎             | 最佳導演           | 《年少日記》 | 提名 |
| 2024年 | 第46屆華語電影金鳶獎             | 最佳編劇           | 《年少日記》 | 提名 |
| 2024年 | 第46屆華語電影金鳶獎             | 最佳新導演         | 《年少日記》 | 獲獎 |

## 外部連結
- 卓亦謙的Facebook專頁
- 卓亦謙的Instagram帳戶
- 卓亦謙的新浪微博
- 卓亦謙在互联网电影资料库（IMDb）上的資料（英文）
- 卓亦謙在香港影庫上的簡介
- 卓亦謙在豆瓣上的资料（简体中文）